# 蓮塘尾

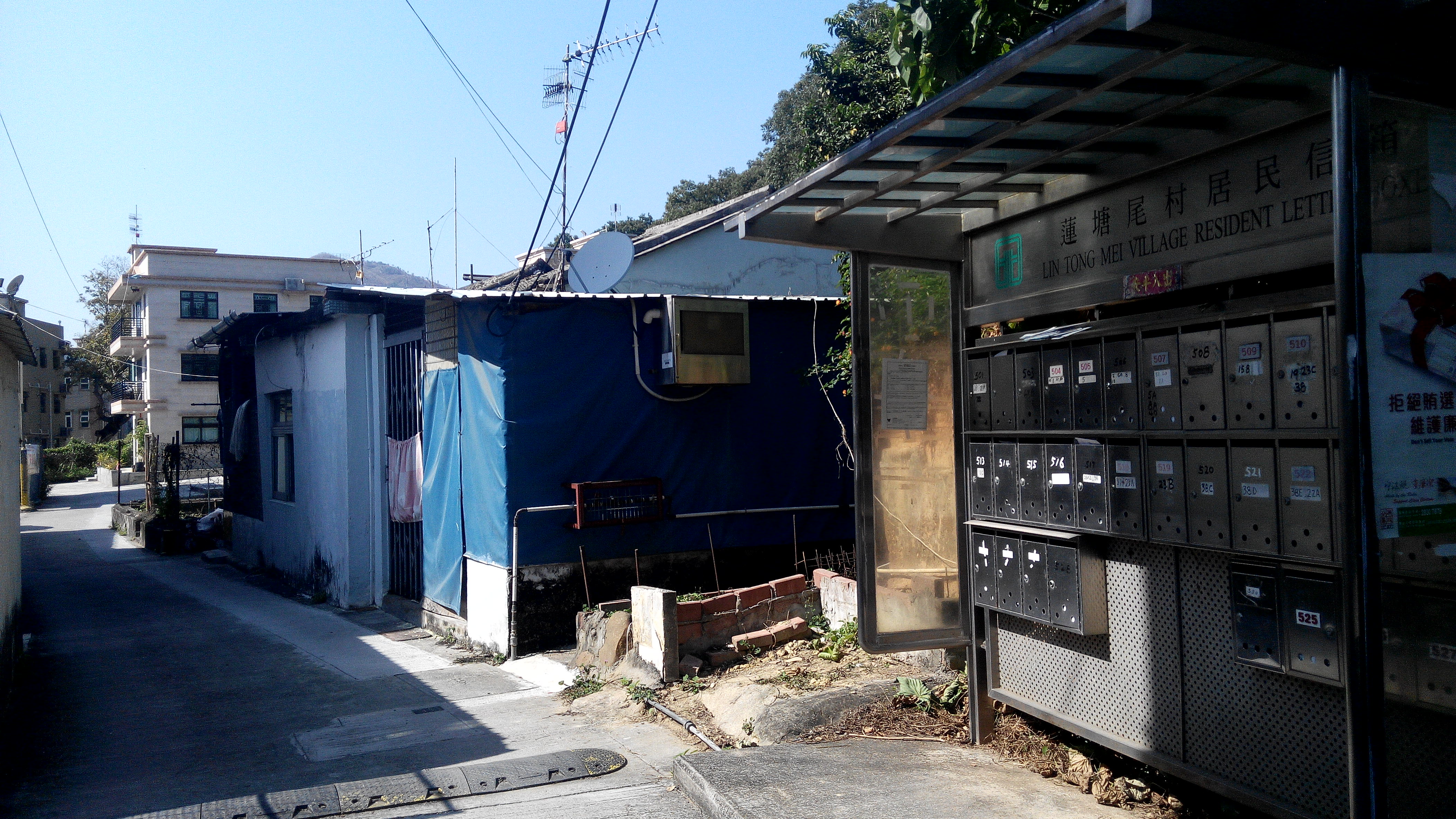
蓮塘尾村村口的信箱

蓮塘尾（英語：Lin Tong Mei），位於香港新界上水西南方，位於香港高爾夫球會南端，粉錦公路西側，與大隴谷的大龍實驗農場相鄰，該地主要村落稱爲蓮塘尾村（英語：Lin Tong Mei Village），爲隸屬上水區鄉事委員會的認可原居民村落。
蓮塘尾村所在地本名「蓮塘」（英語：Lin Tong），「尾」是用以表述該村落的地理位置位於蓮塘的邊緣，但隨着蓮塘尾村變得人丁興旺，「蓮塘尾」逐漸取代「蓮塘」成爲當地地名。此一地名改動，亦間接區別同樣名為蓮塘，位於廣東省深圳市的蓮塘街道及名字由其衍生的陸路口岸蓮塘口岸。

## 地理
蓮塘尾位於北區上水西南的蕉徑谷內，北面是古洞和青山公路、東面是粉錦公路、南面為圭角山與打石湖走廊、而西面是麒麟山。谷中平原上丘陵起伏，其中部得雙魚河上游水坑灌注，形成面積不小的蓮塘區，蓮塘尾村在蓮塘北部的邊沿，背枕風水小山崗大王爺山，命名屬於位置地名。

## 歷史

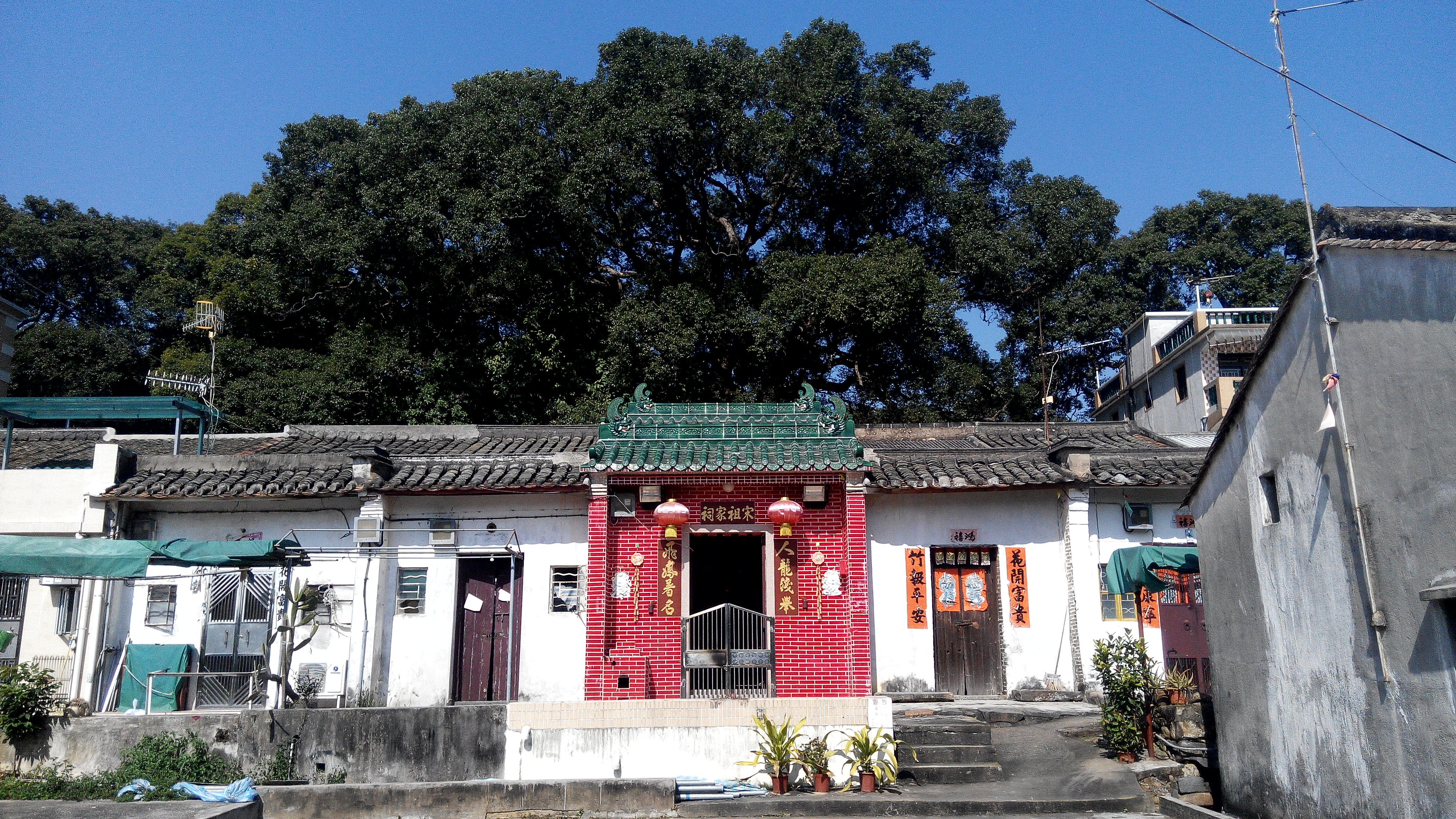
蓮塘尾村典型客家排屋，中為宋氏家祠

蓮塘尾村的宋氏祖籍廣東寶安，南來之初，定居於打石湖村後山，大刀屻西麓，土名｢牛牯角｣的溪谷（現爲林村郊野公園一部分）務農維生，但因牛牯角處於深山山谷，缺乏平地供農田擴展，加以交通不便，村民於百多年前決定搬村到蓮塘尾現址建立新村。
由於蓮塘尾一帶土地肥沃，水源充足，農作物較為豐富，人丁逐漸興旺，蓮塘尾村成為當地著名村落，而｢蓮塘尾｣後來更取代原來的｢蓮塘｣成為鄰近整片地區的地名。蓮塘尾村連同附屬的蓮塘尾菜園村的村民早年以種菜為主，一九六零年代中期，由於香港農業日漸式微，故此部分村民移居海外，到英國和荷蘭從事飲食業。近年香港流行復耕，蓮塘尾一帶荒廢的農田又再度回復生機。亦有部分土地發展成如「邁爾豪園」等鄉郊屋苑。

## 村校

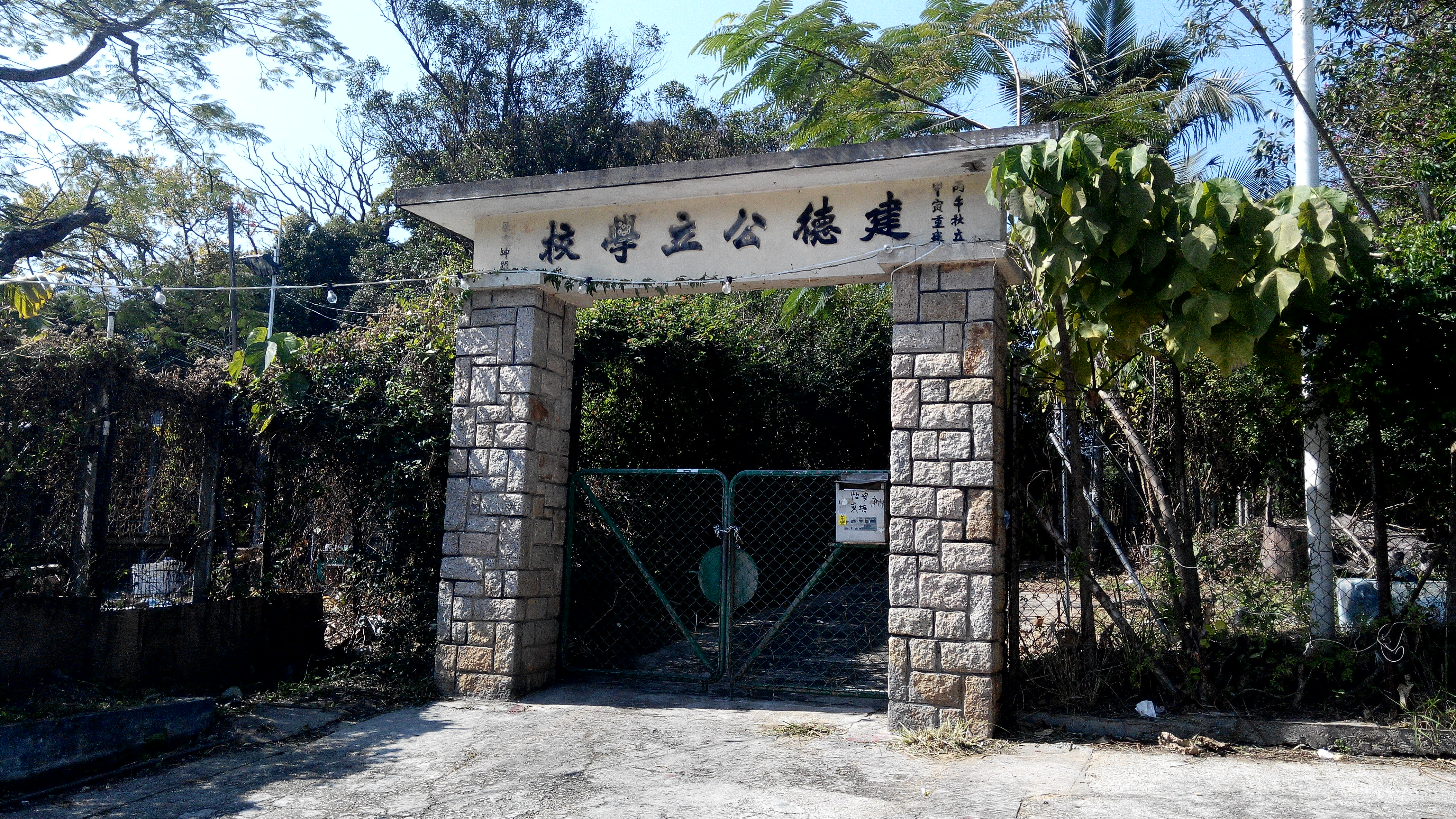
建德公立學校

蓮塘尾村原本設有一所村校名為「建德公立學校」，惟因收生不足於2004年被前教育統籌局殺校。
該校舊址佔地約6.9萬平方呎，2012年政府將土地由「機構用地」改為「住宅 (丙類)」用途，為了應對市民對置業需要，而做到地盡其用地以增加建屋量，2014年城規會申請將地積比由目前的0.4倍加至0.48倍，至於高度限制（三層）及地盤覆蓋率（20%）就維持不變，可建樓面約3.3萬平方呎，約可提供42伙，較未增密度前僅多7伙。該幅土地並没有包括在2014年度賣地表內，會安排在下季推售。

## 區議會議席分佈
由於蓮塘尾人口不足以成為一個區議會選區，所以往往跟鄰近的河上鄉、雙魚河沿線及羅湖等鄉村範圍劃為同一個選區。
| 年度/範圍  | 2000-2003    | 2004-2007    | 2008-2011    | 2012-2015    | 2016-2019    | 2020-2023    |
| ---------- | ------------ | ------------ | ------------ | ------------ | ------------ | ------------ |
| 整個蓮塘尾 | 上水鄉郊選區 | 上水鄉郊選區 | 上水鄉郊選區 | 上水鄉郊選區 | 上水鄉郊選區 | 上水鄉郊選區 |

## 外部連結
- 短線遊：巨樟搭老榕變身樹中樹《蘋果日報》 ·  2004年2月25日